# Culicoides tentorius
Culicoides tentorius är en tvåvingeart som beskrevs av Austen 1921. Culicoides tentorius ingår i släktet Culicoides och familjen svidknott. Inga underarter finns listade i Catalogue of Life.